# Sicya pomona
Sicya pomona là một loài bướm đêm trong họ Geometridae.